# Yves Allégret
Yves Edouard Allégret (Asnières-sur-Seine, 13 oktober 1905 – Jouars-Pontchartrain, 31 januari 1987) was een Frans filmregisseur die aanvankelijk films opnam onder het pseudoniem  Yves Champlain. Hij draaide ongeveer 25 speelfilms in dertig jaar tijd. 

## Leven en werk

### Afkomst en eerste stappen in de filmwereld
Allégret werd geboren als zoon van Elie Allégret, missionaris in Frans-Congo, en Suzanne Ehrhardt. Hij mocht vanaf 1931 ervaring als regieassistent opdoen bij zijn broer Marc en bij Jean Renoir. Als lid van de theatergroep Groupe Octobre maakte hij korte documentaires. Prix et Profits (1932), ook bekend onder de titel La Pomme de terre, was zijn belangrijkste. Geheel in de geest van de Groupe Octobre liet hij de werking van het kapitalisme zien door het traject van de aardappel van producent tot consument te volgen. Geestesgenoten als Jacques Prévert, Pierre Prévert en Marcel Duhamel figureerden in deze korte film. In die tijd was hij ook enkele maanden (november 1933-april 1934) secretaris van Leon Trotski toen deze na zijn verbanning uit de Sovjet-Unie via een verblijf in Turkije in Barbizon terechtkwam.

### Jaren veertig: hoogtepunt als filmregisseur
In 1941 maakte hij Tobie est un ange, zijn eerste lange speelfilm, maar die ging verloren in een brand. Na de bevrijding draaide hij het oorlogsdrama Les Démons de l'aube (1946). Daarna brak Allégret definitief door met een reeks drama's waarvoor Jacques Sigurd telkens het scenario schreef. In Dédée d'Anvers (1948) en Manèges (1950), de twee bekendste films van de reeks, gaven Simone Signoret en Bernard Blier elkaar repliek. Samen met Une si jolie petite plage (1949), waarin Gérard Philipe de hoofdrol vertolkte, betekenden deze donkere films het hoogtepunt in zijn carrière. 

### Jaren vijftig
Later gaf hij Philipe nog de hoofdrol in de drama's Les Orgueilleux (1953) en La Meilleure Part (1956). Ook Jean Marais en Michèle Morgan werkten meermaals onder zijn regie. In 1957 liet hij Alain Delon debuteren in de misdaadfilm  Quand la femme s'en mêle. 

### Jaren zestig
In 1963 bracht hij Germinal uit, de eerste geluidsfilm die gebaseerd was op de gelijknamige mijnwerkersroman van Émile Zola. Op dit prestigieus project na werden Allégrets overige films uit die periode weinig opgemerkt.

### Jaren zeventig: zwanezang en televisie
Voor zijn laatste film, de tragikomedie Mords pas, on t'aime (1975) werkte hij eenmalig samen met zijn dochter Catherine Allégret.
Aan het einde van zijn filmcarrière schakelde Allégret over naar de televisie. Hij maakte onder meer vier afleveringen van Les Enquêtes du commissaire Maigret (1967-1990), de populaire televisieserie naar de politieromans van Georges Simenon, met Jean Richard in de rol van Maigret.

### Privéleven
Yves Allégret is de jongere broer van filmregisseur Marc Allégret. Tussen 1929 en 1947 was hij gehuwd met Renée Naville. Tussen 1943 en 1949 was hij samen met actrice Simone Signoret. Ze hadden een dochter, de actrice Catherine Allégret. In 1951 trouwde hij met zijn derde vrouw, de actrice Michèle Cordoue. Het koppel bleef samen tot de dood van Yves Allégret. 
Yves Allégret overleed in 1987 op 81-jarige leeftijd in Jouars-Pontchartrain.

## Filmografie

### Korte films
- 1932 - Ténérife (documentaire)
- 1932 - Prix et Profits (of La Pomme de terre) (documentaire)
- 1934 - Jeunes filles de France (documentaire)

### Lange speelfilms
- 1941 - Tobie est un ange (vernietigd)
- 1943 - Les Deux Timides
- 1945 - La Boîte aux rêves
- 1946 - Les Démons de l'aube
- 1948 - Dédée d'Anvers
- 1949 - Une si jolie petite plage
- 1950 - Manèges
- 1951 - Les miracles n'ont lieu qu'une fois
- 1952 - Nez de cuir  (naar de roman Nez-de-Cuir, gentilhomme d'amour van Jean de La Varende)
- 1952 - Les Sept Péchés capitaux, episode La Luxure (naar de novelle van Jules-Amédée Barbey d'Aurevilly)
- 1952 - La Jeune Folle
- 1953 - Les Orgueilleux (naar de novelle/scenario Typhus van Jean-Paul Sartre)
- 1954 - Mam'zelle Nitouche
- 1955 - Oasis (naar de roman Lz Commandant van John Knittel)
- 1956 - La Meilleure Part
- 1957 - Quand la femme s'en mêle
- 1957 - Méfiez-vous fillettes (naar de roman Miss Callaghan Comes to Grief van James Hadley Chase)
- 1958 - La Fille de Hambourg
- 1959 - L'Ambitieuse
- 1960 - Chien de pique
- 1962 - Konga Yo (of Terreur sur la savane, ook: Les Aventuriers du Kasaï)
- 1963 - Germinal (naar de gelijknamige roman van Émile Zola)
- 1967 - Johnny Banco
- 1970 - L'Invasion
- 1975 - Mords pas, on t'aime

### Televisie
- 1973 - Graine d'ortie (dertiendelige miniserie)
- 1976 - Orzowei (televisieserie)
- 1979 - Les Enquêtes du commissaire Maigret, aflevering: Le Fou de Bergerac
- 1979 - Les Enquêtes du commissaire Maigret, aflevering: Maigret et l'Indicateur
- 1981 - Les Enquêtes du commissaire Maigret, aflevering: Le Pendu de Saint-Pholien
- 1981 - Les Enquêtes du commissaire Maigret, aflevering: Une confidence de Maigret